# Ariaspes
Ariaspes (* vor 400 v. Chr.; † zwischen 360 und 358 v. Chr.) war ein Angehöriger der persischen Achämenidendynastie im 4. vorchristlichen Jahrhundert. Er war der zweite der drei legitim geborenen Söhne des Großkönigs Artaxerxes II. und der Stateira († 400 v. Chr.), Tochter des Hydarnes. Seine Vollbrüder waren Dareios und Ochos (der spätere Artaxerxes III.).
Nach der Hinrichtung des Prinzen Dareios war Ariaspes der nächste Anwärter auf den Thron, doch wurde er von Ochos kurz vor dem Tod des Vaters in den Selbstmord getrieben. In einer abweichenden Überlieferung hatte Artaxerxes II. persönlich den Suizid seines Sohnes verlangt. Möglicherweise hatte Ariaspes die Verschwörung des Dareios unterstützt und musste deshalb sterben, um dem in der Gunst des Vaters höher stehenden Ochos die Thronfolge zu ermöglichen.